# Recopa de Europa de la UEFA
La Copa de Campeones de Copa de la UEFA (en inglés y oficialmente, UEFA Cup Winners' Cup); o Copa de Europa de Campeones de Copa (en inglés: European Cup Winners’ Cup) hasta 1994, y conocida como Recopa de Europa, fue una competición oficial internacional de fútbol organizada por la UEFA que, durante 39 temporadas, disputaron los vencedores de las competiciones de copa nacional de los diferentes países europeos. Si bien se considera a la edición 1960-61, conquistada por la Fiorentina de Italia, como la primera del certamen, esta no fue reconocida por la UEFA sino hasta octubre de 1963 a solicitud de la Federación Italiana, debido a que su organización recayó en el comité de la Copa Mitropa. La confederación europea se encargó directamente de la organización del torneo desde 1961 hasta 1999, año en el que la Recopa fue absorbida por la Copa de la UEFA.
El formato de la competición era idéntico al de la Copa de Campeones de Europa original: 32 equipos enfrentados mediante cuatro rondas de eliminatorias directas a doble partido, disputándose la final a partido único desde su segunda edición, en 1962. El vencedor de la Recopa tenía derecho a disputar la Supercopa de Europa, frente al campeón de la Copa de Europa/Liga de Campeones.
Se clasificaba para disputar la Recopa:
- El campeón de Copa de cada país miembro de la UEFA.
- El campeón vigente de la Recopa, para poder defender su título. Si el campeón lograba clasificarse para disputar la Copa de Europa/Liga de Campeones, su plaza en la Recopa quedaba vacante.
- El finalista de la competición de Copa de un país, en caso de que el campeón hubiera hecho doblete (ganando Liga y Copa de su país) y por tanto se hubiera clasificado para la Copa de Europa/Liga de Campeones.
- En una sola ocasión jugó un equipo no incluido en estos tres casos, el SC Heerenveen, semifinalista de la competición de copa neerlandesa de 1998, que pasó a jugar la Recopa de la temporada siguiente al haberse clasificado los dos finalistas (Ajax de Ámsterdam y PSV Eindhoven) para la Liga de Campeones de la UEFA, no sin antes disputar una eliminatoria con el otro semifinalista.

La competición celebró su última edición en 1999, debido a que la UEFA reestructuró las competiciones europeas de clubes para dar más protagonismo a la Copa de Campeones de Europa, que pasó a denominarse Liga de Campeones, dejando de ser una competición exclusiva de los campeones de liga para dar entrada a más clubes.
El club con más títulos de la Recopa de Europa en su palmarés es el Fútbol Club Barcelona, que la conquistó en cuatro ocasiones: 1979, 1982, 1989 y 1997. Por otra parte, ningún campeón de la Recopa logró, en sus 39 años de historia, ganar la competición dos años consecutivos; llegando, en ocho ocasiones (1962, 1963, 1974, 1977, 1988, 1994, 1995 y 1997) el campeón vigente a la final, sin poder lograr el título.
El trofeo, al no haber sido nunca obtenido en propiedad por ningún club, fue concedido oficialmente a su último ganador, la Società Sportiva Lazio.

## Historia

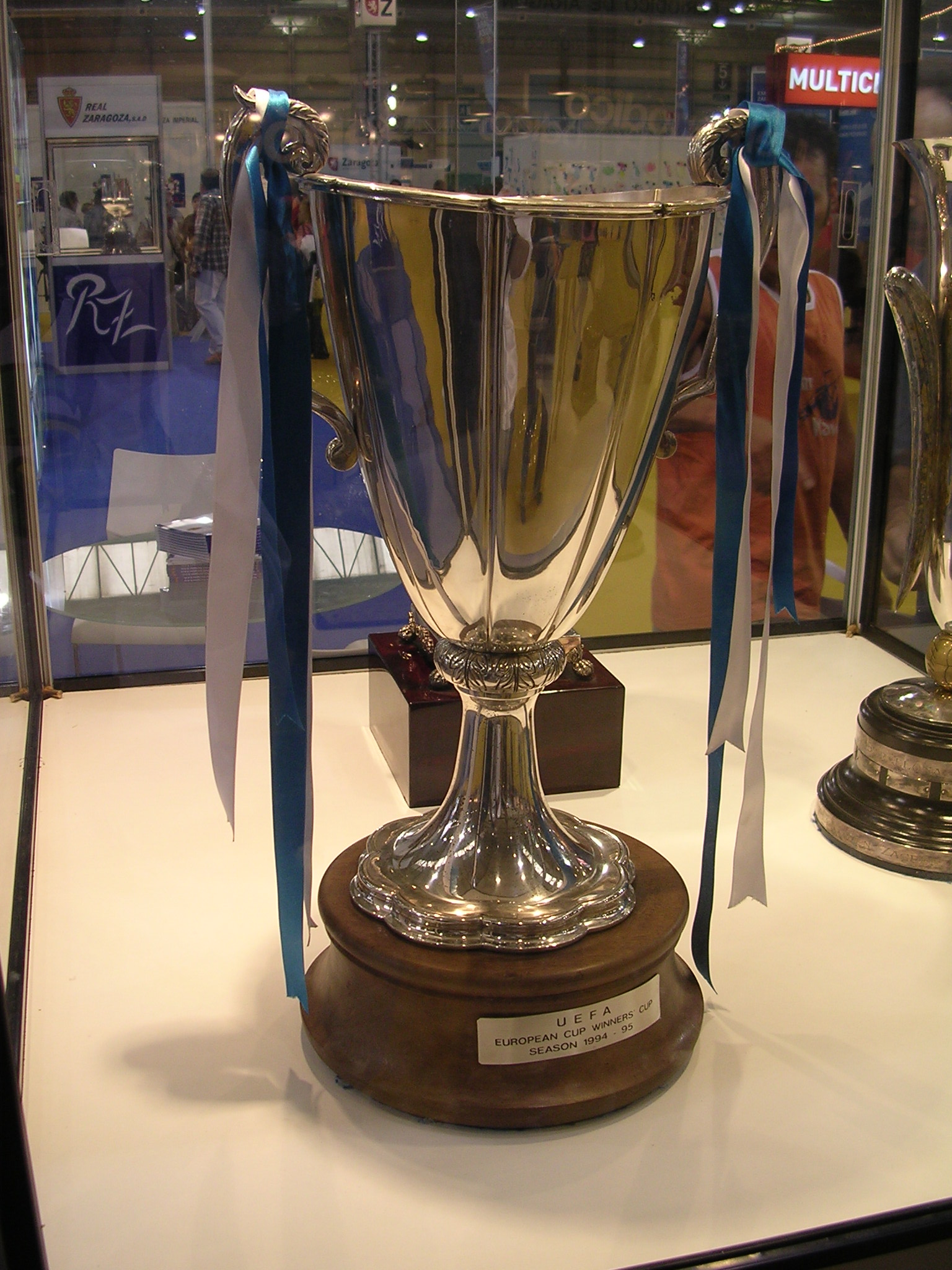
Trofeo entregado al campeón de la Recopa de 1995, el Real Zaragoza.

La primera edición contó sólo con 10 participantes, y el primer campeón fue la Associazione Calcio Fiorentina, que en la final a doble partido venció al Glasgow Rangers (2-0 en la ida y 2-1 en la vuelta). Esta fue la única vez que se jugaba una final de Recopa a doble partido.
La segunda edición aumentó el número de participantes, llegando a 23 equipos. La Fiorentina volvería a llegar a una final, pero esta vez fue el Club Atlético de Madrid el que conquistó el título tras un partido de desempate que ganó por tres goles a cero, jugado en Stuttgart, puesto que en Glasgow igualaron a un tanto.
En 1963 el Atlético volvió a una final, donde fue vencido 5-1 por el Tottenham Hotspur Football Club en Róterdam. En esta edición, el número aumentó a 25 participantes.
En 1964, el Sporting de Portugal se hace con la victoria tras vencer al MTK Budapest húngaro. Tras empatar en Bruselas, se jugó un duelo de desempate en Amberes, y los "leones" se alzaron por un gol a cero.
En 1965, el West Ham United, con Bobby Moore y Geoff Hurst en el equipo (campeones mundiales en 1966 con Inglaterra), vencería en el mítico Wembley de Londres al 1860 Múnich por dos a cero, con tantos de Alan Sealey.
Los dos años siguientes -1966 y 1967-, el título recaería en manos de clubes alemanes, específicamente del Borussia Dortmund y del Bayern de Múnich. El primero se impuso en Glasgow al Liverpool Football Club (2-1); mientras que el segundo hizo lo propio con el Rangers Football Club (1-0 en Núremberg). En las filas bávaras destacarían jugadores que más tarde ganarán la Copa del Mundo, como Franz Beckenbauer, Gerd Müller y Sepp Maier.
En 1968, el Milan italiano se hace con el trofeo tras vencer al Hamburgo alemán por dos a cero, en la final jugada en Róterdam. Al año siguiente, harían historia al ganar la Copa de Campeones de Europa, hoy la Liga de Campeones.
En 1969, el Fútbol Club Barcelona -y con figuras como Sadurní, Rifé, Rexach y compañía-, llegaría a su primera final de Recopa, pero cayó ante el Slovan Bratislava de la entonces nación de Checoslovaquia por 3-2, en la final disputada en Basilea.
En 1970 y 1971, el Manchester City Football Club y el Chelsea Football Club ganarían la competición tras vencer respectivamente al Górnik Zabrze polaco y al Real Madrid Club de Fútbol. En el caso del Chelsea, necesitó del duelo de desempate, jugado en El Pireo.
En 1972, el Rangers de Escocia levantaría el trofeo -y el único título internacional en su historia- tras vencer en la final del Camp Nou (Barcelona) al Dinamo Moscú, de la Unión Soviética, aunque el comportamiento de los hinchas del club escocés fue deplorable en esa final. Como consecuencia, el Rangers fue castigado con no ir a defender su título la temporada siguiente.
En 1973, el Milan de nuevo volvería a reinar en el torneo. Ganó al Leeds United Association Football Club por la mínima, con gol de Luciano Chiarugi, en el duelo decisivo jugado en Salónica.
En 1974, el F. C. Magdeburgo, representante entonces de la República Democrática Alemana, hizo historia al ganar en Róterdam el título venciendo en la final al campeón defensor, el Milan.
En 1975, el Dinamo de Kiev soviético derrota en Basilea al Ferencvárosi Torna Club húngaro por dos a cero.
Desde 1976 hasta 1978, el Royal Sporting Club Anderlecht belga se convertiría en el único club en llegar a tres finales consecutivas de Recopa en la historia, logrando dos campeonatos. En el primer año, se impuso en casa (Bruselas) al West Ham United Football Club por 4-2. En el segundo año caería en Ámsterdam ante el Club Brugge por 2-0, mientras que en la temporada siguiente ganaría en París al Austria Viena austríaco por 4 a 0.
En 1979, el Barcelona lograría la primera de sus cuatro Recopas tras derrotar en Basilea al Fortuna Düsseldorf por 4 a 3.
Al año siguiente, el Valencia Club de Fútbol español superaría al Arsenal Football Club inglés en la tanda de penaltis tras un empate sin goles, con prórroga incluida (5-4). La final se jugó en el Estadio Heysel de Bruselas.
En 1981, el Dinamo Tbilisi (hoy perteneciente a Georgia) haría historia al vencer al West Ham United en cuartos de final y al Carl Zeiss Jena en la final disputada en Düsseldorf para quedarse con el trofeo.
En 1982, y en vísperas del Mundial que se celebraría en España, el Barcelona disputó la final en su propio estadio del Camp Nou, logrando su segundo entorchado ante el Standard Lieja belga, ganando por dos goles a uno.
En 1983, el Aberdeen Football Club escocés, entrenado en aquel entonces por un apenas conocido Alex Ferguson, venció al Real Madrid por dos a uno en Gotemburgo.
En 1984, la Juventus Football Club de Michel Platini se impuso por 2 a 0 al Futebol Clube do Porto portugués en el estadio St. Jakob Park de Basilea, ganando el campeonato.
En 1985, el Everton Football Club inglés ganaría el título tras batir al Rapid Viena austríaco. El título supondría un festejo amargo, ya que la sanción al fútbol inglés impuesta por la UEFA tras la Tragedia de Heysel, dos semanas después de la victoria del Everton, le privaría de la posibilidad de defender el título en la temporada siguiente.
En 1986, el Dinamo de Kiev repetiría el éxito conseguido en 1975 tras golear por 3-0 al Atlético de Madrid en el Estadio Gerland de Lyon.
En 1987, un joven Marco van Basten le daría al Ajax de Ámsterdam, entrenado por Johann Cruyff, la victoria contra el Lokomotiv Leipzig de René Müller y Olaf Marschall, en Atenas. Al año siguiente, el mismo club neerlandés llegaría al duelo decisivo, aunque no pudo repetir el éxito tras sucumbir ante el sorprendente RKV Malinas belga en Estrasburgo.
El Barcelona se hace en 1989 con el trofeo tras ganar en Berna a la Unione Calcio Sampdoria italiana, equipo que al año siguiente ganaría la copa sobre el Anderlecht. Cabe señalar que el club español y el club italiano jugarían la final de la Copa de Europa, tres años después en Wembley.
En 1991, el Manchester United Football Club, ya con Alex Ferguson en el banquillo red, vencería al Barcelona por 2-1 en Róterdam.
El Werder Bremen lograría en 1992 el trono tras ganarle a un Association Sportive de Monaco Football Club que fue dirigido por Arsène Wenger.
El Parma Football Club italiano sería protagonista en las dos siguientes finales, ganando en 1993 al Amberes belga y perdiendo la siguiente frente al Arsenal.
En 1995, el Real Zaragoza sorprendió a Europa tras batir al último campeón, el Arsenal F. C. en el Parque de los Príncipes de París. Nayim, jugador del club maño sería el gran protagonista al lanzar desde 49 metros y lograr el gol decisivo en los últimos 20 segundos de la prórroga, que los coronaría como campeones.
En 1996, el París Saint-Germain Football Club lograría el torneo tras ganarle al Rapid Viena, en la final de Bruselas, gracias al solitario tanto de Bruno N'Gotty. En 1997 un joven brasileño llamado Ronaldo lograría darle al Barcelona la cuarta Recopa de su historia al vencer precisamente a los franceses en Róterdam, bajo las órdenes de Bobby Robson.
El Chelsea Football Club consiguió su segunda corona al ganarle al VfB Stuttgart, en el Estadio Råsunda de Estocolmo, en la final del año 1998.
La Società Sportiva Lazio italiana se convertiría en el último campeón del torneo tras ganar en el Villa Park de la ciudad inglesa de Birmingham al Real Club Deportivo Mallorca español. La victoria del club romano le permitió quedarse con el trofeo en propiedad.

## Historial
Para un mejor detalle de las finales véase Finalistas de la Recopa de Europa de la UEFA
| Temp.                                | Campeón                             | Resultado                           | Subcampeón                          | Notas |
| Copa de Europa de Campeones de Copa  | Copa de Europa de Campeones de Copa | Copa de Europa de Campeones de Copa | Copa de Europa de Campeones de Copa | Copa de Europa de Campeones de Copa                                                                               |
| ------------------------------------ | ----------------------------------- | ----------------------------------- | ----------------------------------- | --- |
| 1960-61                              | A. C. Fiorentina                    | 2 - 0, 2 - 1                        | Rangers F. C.                       | Primera y única final a doble partido.                                                                            |
| 1961-62                              | Atlético de Madrid                  | 1 - 1, 3 - 0 (des.)                 | A. C. Fiorentina                    | Primera final decidida en un partido de desempate. Primer club en repetir final consecutivamente. Campeón invicto |
| 1962-63                              | Tottenham Hotspur F. C.             | 5 - 1                               | Atlético de Madrid                  | Victoria más abultada.                                                                                            |
| 1963-64                              | Sporting de Lisboa                  | 3 - 3, 1 - 0 (des.)                 | M. T. K. Budapest                   | Final con más goles. La UEFA sucede al comité Mitropa como organizador                                            |
| 1964-65                              | West Ham United F. C.               | 2 - 0                               | 1860 Múnich                         | |
| 1965-66                              | Borussia Dortmund                   | 2 - 1 (pró.)                        | Liverpool F. C.                     | Primera final decidida en prórroga.                                                                               |
| 1966-67                              | Bayern Múnich                       | 1 - 0 (pró.)                        | Rangers F. C.                       | Récord de campeonatos consecutivos de un mismo país y récord de finales perdidas.                                 |
| 1967-68                              | A. C. Milan                         | 2 - 0                               | Hamburgo                            | Por primera vez participan equipos de todos los miembros UEFA.                                                    |
| 1968-69                              | Š. K. Slovan Bratislava             | 3 - 2                               | F. C. Barcelona                     | |
| 1969-70                              | Manchester City F. C.               | 2 - 1                               | K. S. Górnik Zabrze                 | |
| 1970-71                              | Chelsea F. C.                       | 1 - 1, 2 - 1 (des.)                 | Real Madrid C. F.                   | Récord de campeonatos consecutivos de un mismo país igualado                                                      |
| 1971-72                              | Rangers F. C.                       | 3 - 2                               | DInamo Moscú                        | Primer club en alcanzar tres finales                                                                              |
| 1972-73                              | A. C. Milan                         | 1 - 0                               | Leeds United A. F. C.               | Primer club en repetir título, campeón invicto                                                                    |
| 1973-74                              | F. C. Magdeburgo                    | 2 - 0                               | A. C. Milan                         | |
| 1974-75                              | Dinamo de Kiev                      | 3 - 0                               | Ferencvárosi T. C.                  | Campeón invicto                                                                                                   |
| 1975-76                              | R. S. C. Anderlecht                 | 4 - 2                               | West Ham United F. C.               | |
| 1976-77                              | Hamburgo                            | 2 - 0                               | R. S. C. Anderlecht                 | |
| 1977-78                              | R. S. C. Anderlecht                 | 4 - 0                               | Austria Viena                       | Primer club en disputar tres finales consecutivas                                                                 |
| 1978-79                              | F. C. Barcelona                     | 4 - 3 (pró.)                        | Fortuna Düsseldorf                  | Final con más goles                                                                                               |
| 1979-80                              | Valencia C. F.                      | 0 - 0 (5-4 pen.)                    | Arsenal F. C.                       | 1º final decidida por penaltis. Récord de campeonatos consecutivos de un mismo país igualado                      |
| 1980-81                              | S. K. Dinamo Tbilisi                | 2 - 1                               | F. C. Carl Zeiss Jena               | |
| 1981-82                              | F. C. Barcelona                     | 2 - 1                               | Standard Lieja                      | |
| 1982-83                              | Aberdeen F. C.                      | 2 - 1 (pró.)                        | Real Madrid C. F.                   | |
| 1983-84                              | Juventus F. C.                      | 2 - 1                               | F. C. Porto                         | Campeón invicto                                                                                                   |
| 1984-85                              | Everton F. C.                       | 3 - 1                               | Rapid Viena                         | Campeón invicto                                                                                                   |
| 1985-86                              | Dinamo de Kiev                      | 3 - 0                               | Atlético de Madrid                  | Sanción a equipos ingleses por la Tragedia de Heysel.                                                             |
| 1986-87                              | A. F. C. Ajax                       | 1 - 0                               | F. C. Lokomotive Leipzig            | |
| 1987-88                              | K. V. Mechelen                      | 1 - 0                               | A. F. C. Ajax                       | Campeón invicto                                                                                                   |
| 1988-89                              | F. C. Barcelona                     | 2 - 0                               | U. C. Sampdoria                     | Campeón invicto                                                                                                   |
| 1989-90                              | U. C. Sampdoria                     | 2 - 0 (pró.)                        | R. S. C. Anderlecht                 | Campeón invicto                                                                                                   |
| 1990-91                              | Manchester United F. C.             | 2 - 1                               | F. C. Barcelona                     | Campeón invicto                                                                                                   |
| 1991-92                              | S. V. Werder Bremen                 | 2 - 0                               | A. S. Mónaco F. C.                  | Campeón invicto. Se levanta sanción a equipos ingleses                                                            |
| 1992-93                              | Parma F. C.                         | 3 - 1                               | Royal Antwerp F. C.                 | |
| 1993-94                              | Arsenal F. C.                       | 1 - 0                               | Parma F. C.                         | Campeón invicto                                                                                                   |
| Copa de Campeones de Copa de la UEFA |                                     |                                     |                                     | |
| 1994-95                              | Real Zaragoza                       | 2 - 1 (pró.)                        | Arsenal F. C.                       | Reestructuración de la competición                                                                                |
| 1995-96                              | París Saint-Germain F. C.           | 1 - 0                               | Rapid Viena                         | |
| 1996-97                              | F. C. Barcelona                     | 1 - 0                               | París Saint-Germain F. C.           | Récord de títulos, finales disputadas y campeón invicto                                                           |
| 1997-98                              | Chelsea F. C.                       | 1 - 0                               | Stuttgart                           | |
| 1998-99                              | S. S. Lazio                         | 2 - 1                               | R. C. D. Mallorca                   | Campeón invicto. Primer y único trofeo en propiedad                                                               |

Nota: pen. = Penaltis; des. = Partido de desempate; pro. = Prórroga.

## Palmarés
Únicamente 32 clubes entre los 493 participantes históricos en la competición han conseguido proclamarse vencedores, mientras que diecinueve más para un total de cincuenta y uno completan la lista de clubes con presencia en alguna final. Entre ellos, los clubes españoles dominan con catorce ocasiones, mientras que los ingleses son los que han logrado más títulos con ocho y quien más clubes campeones distintos aporta con siete. Doce clubes han ganado el torneo como invictos.
| Equipo                    | Títulos | Subcampeón | Años campeón           |
| ------------------------- | ------- | ---------- | ---------------------- |
| F. C. Barcelona           | 4       | 2          | 1979, 1982, 1989, 1997 |
| R. S. C. Anderlecht       | 2       | 2          | 1976, 1978             |
| A. C. Milan               | 2       | 1          | 1968, 1973             |
| F. C. Dinamo de Kiev      | 2       | -          | 1975, 1986             |
| Chelsea F. C.             | 2       | -          | 1971, 1998             |
| Atlético de Madrid        | 1       | 2          | 1962                   |
| Rangers F. C.             | 1       | 2          | 1972                   |
| Arsenal F. C.             | 1       | 2          | 1994                   |
| A. C. F. Fiorentina       | 1       | 1          | 1961                   |
| West Ham United F. C.     | 1       | 1          | 1965                   |
| Hamburgo S. V.            | 1       | 1          | 1977                   |
| A. F. C. Ajax             | 1       | 1          | 1987                   |
| U. C. Sampdoria           | 1       | 1          | 1990                   |
| Parma F. C.               | 1       | 1          | 1993                   |
| París Saint-Germain F. C. | 1       | 1          | 1996                   |
| Tottenham Hotspur F. C.   | 1       | -          | 1963                   |
| S. C. Portugal            | 1       | -          | 1964                   |
| B. V. Borussia            | 1       | -          | 1966                   |
| F. C. Bayern              | 1       | -          | 1967                   |
| Š. K. Slovan Bratislava   | 1       | -          | 1969                   |
| Manchester City F. C.     | 1       | -          | 1970                   |
| F. C. Magdeburg           | 1       | -          | 1974                   |
| Valencia C. F.            | 1       | -          | 1980                   |
| F. C. Dinamo Tbilisi      | 1       | -          | 1981                   |
| Aberdeen F. C.            | 1       | -          | 1983                   |
| Juventus F. C.            | 1       | -          | 1984                   |
| Everton F. C.             | 1       | -          | 1985                   |
| K. V. Mechelen            | 1       | -          | 1988                   |
| Manchester United F. C.   | 1       | -          | 1991                   |
| Werder Bremen             | 1       | -          | 1992                   |
| Real Zaragoza             | 1       | -          | 1995                   |
| S. S. Lazio               | 1       | -          | 1999                   |
| Real Madrid C. F.         | -       | 2          |                        |
| S. K. Rapid Viena         | -       | 2          |                        |
| M. T. K. Budapest         | -       | 1          |                        |
| TSV 1860 Múnich           | -       | 1          |                        |
| Liverpool F. C.           | -       | 1          |                        |
| Górnik Zabrze             | -       | 1          |                        |
| F. C. Dinamo Moscú        | -       | 1          |                        |
| Leeds United F. C.        | -       | 1          |                        |
| Ferencvárosi T. C.        | -       | 1          |                        |
| F. K. Austria Viena       | -       | 1          |                        |
| Fortuna Düsseldorf        | -       | 1          |                        |
| F. C. Carl Zeiss Jena     | -       | 1          |                        |
| Standard Lieja            | -       | 1          |                        |
| F. C. Porto               | -       | 1          |                        |
| Lokomotive Leipzig        | -       | 1          |                        |
| A. S. Mónaco F. C.        | -       | 1          |                        |
| Royal Antwerp F. C.       | -       | 1          |                        |
| VfB Stuttgart             | -       | 1          |                        |
| R. C. D. Mallorca         | -       | 1          |                        |

### Títulos por país
| País         | Títulos | Subcamp. | Clubes campeones |
| ------------ | ------- | -------- | --- |
| Inglaterra   | 8       | 5        | Chelsea (2), Arsenal (1), West Ham United (1), Tottenham Hotspur (1), Manchester City (1), Everton (1), Manchester United (1) |
| España       | 7       | 7        | Barcelona (4), Atlético de Madrid (1), Valencia (1), Real Zaragoza (1)                                                        |
| Italia       | 7       | 4        | Milan (2), Fiorentina (1), Sampdoria (1), Parma (1), Juventus (1), Lazio (1)                                                  |
| Alemania     | 5       | 6        | Hamburgo (1), Borussia Dortmund (1), Bayern de Múnich (1), Magdeburgo (1), Werder Bremen (1)                                  |
| Bélgica      | 3       | 4        | Anderlecht (2), Mechelen (1)                                                                                                  |
| Escocia      | 2       | 2        | Rangers (1), Aberdeen (1) |
| Ucrania      | 2       | -        | Dinamo de Kiev (2) |
| Francia      | 1       | 2        | París Saint-Germain (1) |
| Portugal     | 1       | 1        | Sporting de Portugal (1) |
| Países Bajos | 1       | 1        | Ajax Ámsterdam (1) |
| Eslovaquia   | 1       | -        | Slovan Bratislava (1) |
| Georgia      | 1       | -        | Dinamo Tbilisi (1) |
| Austria      | -       | 3        | - |
| Hungría      | -       | 2        | - |
| Polonia      | -       | 1        | - |
| Rusia        | -       | 1        | - |

## Estadísticas
Para un completo resumen estadístico de la competiciones véase Estadísticas de la Recopa de Europa de la UEFA

### Clasificación histórica
Los 118 puntos logrados por el Fútbol Club Barcelona español le sitúan como líder de la clasificación histórica de la competición entre los 493 equipos que alguna vez han participado en la misma, logrados en 13 ediciones de la competición. 29 puntos por debajo se encuentra el segundo clasificado el Club Atlético de Madrid, quien a su vez supera en 24 puntos al tercer equipo histórico del torneo, el Rangers Football Club escocés.
| Pos | Club                      | Temp. | Puntos | PJ | PG | PE | PP | GF  | GC | Dif. | Pts. x3 | Títulos | Subcampeón |
| --- | ------------------------- | ----- | ------ | -- | -- | -- | -- | --- | -- | ---- | ------- | ------- | ---------- |
| 1   | F. C. Barcelona           | 13    | 118    | 85 | 50 | 18 | 17 | 178 | 87 | +91  | 168     | 4       | 2          |
| 2   | Atlético de Madrid        | 9     | 89     | 62 | 38 | 13 | 11 | 118 | 57 | +61  | 127     | 1       | 2          |
| 3   | Rangers F. C.             | 10    | 65     | 54 | 27 | 11 | 16 | 100 | 62 | +38  | 92      | 1       | 2          |
| 4   | R. S. C. Anderlecht       | 7     | 61     | 44 | 29 | 3  | 12 | 86  | 34 | +52  | 90      | 2       | 2          |
| 5   | Chelsea F. C.             | 5     | 56     | 39 | 23 | 10 | 6  | 81  | 28 | +53  | 79      | 2       | –          |
| 6   | S. K. Rapid Viena         | 10    | 55     | 52 | 19 | 17 | 16 | 87  | 73 | +14  | 74      | –       | 2          |
| 7   | París Saint-Germain F. C. | 6     | 54     | 38 | 24 | 6  | 8  | 66  | 27 | +39  | 78      | 1       | 1          |
| =   | S. L. Benfica             | 7     | 54     | 42 | 21 | 12 | 9  | 67  | 34 | +33  | 75      | –       | –          |
| 9   | F. C. Bayern de Múnich    | 5     | 52     | 39 | 19 | 14 | 6  | 67  | 36 | +31  | 71      | 1       | –          |
| 10  | Aberdeen F. C.            | 8     | 49     | 39 | 22 | 5  | 12 | 79  | 37 | +42  | 71      | 1       | –          |
| =   | F. C. Porto               | 8     | 49     | 41 | 21 | 7  | 13 | 58  | 44 | +14  | 70      | –       | 1          |

### Tabla histórica de goleadores
Para un completo detalle véase Máximos goleadores de la Recopa de Europa.
El máximo goleador del torneo es el neerlandés Rob Rensenbrink con 25 goles, seguido del alemán Gerd Müller con 20 goles, siendo los únicos jugadores en sobrepasar la barrera de los veinte goles en la historia de la competición.
Además cabe destacar entre los máximos anotadores al ya citado Müller por ser el jugador con mejor promedio anotador de la competición con 0,80 goles por partido, por delante de Kurt Hamrin y Rensenbrink con un promedio de 0,70 y 0,69 respectivamente, sumando 2 distinciones de máximo anotador entre ellos, una para el alemán y una para el sueco.
Nota: Contabilizados los partidos y goles en rondas previas.
| \| Pos. \| Jugador \| G. \| Part. \| Prom. \| Debut \| Clubes \| \| ---- \| --------------------- \| -- \| ----- \| ----- \| ---------- \| ----------------------------------------------- \| \| 1 \| Rob Rensenbrink \| 25 \| 36 \| 0.69 \| 1970-71[4] \| Club Brugge K. V. (2), R. S. C. Anderlecht (23) \| \| 2 \| Gerd Müller \| 20 \| 25 \| 0.8 \| 1966-67[5] \| F. C. Bayern \| \| 3 \| Gianluca Vialli \| 20 \| 35 \| 0.57 \| 1988-89 \| U. C. Sampdoria (13), Chelsea F. C. (7) \| \| 4 \| François Van der Elst \| 18 \| 30 \| 0.6 \| 1975-76 \| R. S. C. Anderlecht \| \| 5 \| Roger Claessen \| 17 \| 23 \| 0.74 \| 1965-66 \| Standard Lieja (16), K. Beerschot V. A. (1) \| \| 6 \| Hans Krankl \| 17 \| 33 \| 0.52 \| 1972-73 \| S. K. Rapid Wien (8), F. C. Barcelona (9) \| Estadísticas actualizadas a final de la competición. |                       |    |       |       |         |                                                 |
| Pos. | Jugador               | G. | Part. | Prom. | Debut   | Clubes                                          |
| 1 | Rob Rensenbrink       | 25 | 36    | 0.69  | 1970-71 | Club Brugge K. V. (2), R. S. C. Anderlecht (23) |
| 2 | Gerd Müller           | 20 | 25    | 0.8   | 1966-67 | F. C. Bayern                                    |
| 3 | Gianluca Vialli       | 20 | 35    | 0.57  | 1988-89 | U. C. Sampdoria (13), Chelsea F. C. (7)         |
| 4 | François Van der Elst | 18 | 30    | 0.6   | 1975-76 | R. S. C. Anderlecht                             |
| 5 | Roger Claessen        | 17 | 23    | 0.74  | 1965-66 | Standard Lieja (16), K. Beerschot V. A. (1)     |
| 6 | Hans Krankl           | 17 | 33    | 0.52  | 1972-73 | S. K. Rapid Wien (8), F. C. Barcelona (9)       |

### Otros datos estadísticos
- Mayor goleada:  Sporting de Portugal 16-1  APOEL Nicosia en 1963-64.
- Mayor goleada global:  Chelsea 21-0  Jeunesse Hautcharage (8-0 y 13-0) en 1971-72.
- Eliminatoria con más goles convertidos:  Levski Sofia 19–3  Lahden Reipas (12-2, 7-1) - 22 goles en la temporada 1976-77.
- Equipo con más finales disputadas:  Barcelona con 6.
- Equipo con más participaciones:  Cardiff City con 14.
- Jugador con más goles convertidos en la competición:  Rob Rensenbrink con 25.

### Competiciones europeas
- Liga de Campeones de la UEFA
- Liga Europa de la UEFA
- Copa de Ferias
- Copa Intertoto de la UEFA
- Supercopa de Europa de la UEFA

### Competiciones mundiales
- Copa Intercontinental
- Copa Mundial de Clubes de la FIFA

### Anexos
- Entrenadores Campeones de la Recopa de Europa
- Clubes ganadores de las competiciones internacionales
- Clubes ganadores de las competiciones UEFA
- Clubes ganadores de las competiciones internacionales a nivel confederativo e interconfederativo

## Publicaciones varias
- Wikimedia Commons alberga una categoría multimedia sobre Recopa de Europa de la UEFA.

- Datos: Q40241
- Multimedia: UEFA Cup Winners' Cup / Q40241